# Chieri Torino Volley Club
Maillots
Le Chieri Torino Volley Club est un ancien club italien de volley-ball féminin basé à Turin, qui a fonctionné de 1976 à 2013.

## Palmarès
- Top Teams Cup
  - Vainqueur : 2005.
- Coupe de la CEV
  - Finaliste : 2006.
- Coupe d'Italie A2
  - Finaliste : 2003.

## Effectifs

### Saison 2012-2013 (Dernière équipe)
Entraîneur : François Salvagni  Italie
| No  | Nom                 | Date de Naissance | Taille | Poids | Nationalité | Poste                     |
| --- | ------------------- | ----------------- | ------ | ----- | ----------- | ------------------------- |
| 1.  | Laura Frigo         | 26 octobre 1990   | 185    | 68    | Italie      | Centrale                  |
| 2.  | Chiara Borgogno     | 8 février 1984    | 192    |       | Italie      | Centrale                  |
| 3.  | Marta Bechis        | 4 septembre 1989  | 181    | 59    | Italie      | Passeuse                  |
| 5.  | Imma Sirressi       | 19 mai 1990       | 175    | 62    | Italie      | Libero                    |
| 6.  | Monika Potokar      | 18 décembre 1987  | 177    | 62    | Slovénie    | Réceptionneuse-attaquante |
| 6.  | Alessia Gennari     | 3 novembre 1991   | 184    | 68    | Italie      | Attaquante                |
| 7.  | Martina Guiggi      | 1er mai 1984      | 188    | 69    | Italie      | Centrale                  |
| 8.  | Monica Ravetta      | 29 août 1985      | 185    | 66    | Italie      | Attaquante                |
| 9.  | Indre Sorokaite     | 7 juillet 1988    | 187    | 72    | Italie      | Attaquante                |
| 10. | Amaranta Fernández  | 11 août 1983      | 188    | 71    | Espagne     | Centrale                  |
| 11. | Erica Vietti        | 11 novembre 1992  | 187    | 66    | Italie      | Passeuse                  |
| 12. | Francesca Piccinini | 10 janvier 1979   | 185    | 62    | Italie      | Réceptionneuse-attaquante |
| 14. | Samanta Fabris      | 8 février 1992    | 189    | 86    | Croatie     | Centrale                  |
| 15. | Rossana Zauri       | 9 octobre 1991    | 172    |       | Italie      | Libero                    |
| 17. | Liesbet Vindevoghel | 29 décembre 1979  | 189    | 79    | Belgique    | Réceptionneuse-attaquante |